# Jennifer Levinson
Jennifer „Jen“ Elizabeth Levinson (* 4. Dezember 1991 in Los Angeles, Kalifornien) ist eine US-amerikanische Theater- und Filmschauspielerin, Drehbuchautorin und Filmproduzentin.

## Leben
Levinson machte ihren Bachelor in Arts im Fach Theater an der Chapman University. Anschließend belegte sie Schauspielkurse am Second City Conservatory. Sie debütierte 2011 in einer Reihe von Kurzfilmen und hielt diesem Genre bis heute die Treue. Seit 2014 ist sie außerdem als Drehbuchautorin und Produzentin von Kurzfilmen tätig. 2014 schrieb sie das Drehbuch für den Pilot der Fernsehserie Never Ever Land, allerdings wurde die Serie niemals in Auftrag gegeben. 2018 übernahm sie im Fernsehfilm Triassic World eine Charakterrolle. Von 2019 bis 2020 war sie in insgesamt drei Episoden der Fernsehserie Solve in jeweils verschiedenen Rollen zu sehen. Für dieselbe Serie war sie bisher in über 12 Episoden für das Drehbuch zuständig.

## Filmografie

### Schauspieler
- 2011: Incest! The Musical (Kurzfilm)
- 2011: Last Chance Lloyd (Kurzfilm)
- 2011: Breathe (Kurzfilm)
- 2013: Choice of Flight (Kurzfilm)
- 2013: The Attic (Kurzfilm)
- 2013: Mothership (Kurzfilm)
- 2014: Never Ever Land (Mini-Serie, Pilotfolge)
- 2015: Ways To (Mini-Serie, Episode 1x21)
- 2015: Long Story Short (Mini-Serie, Episode 2x06)
- 2015: In the Dismal Night Hours
- 2015: Fucking Shut Up Sometimes, Stupid (Kurzfilm)
- 2016: Slave to the Grind (Kurzfilm)
- 2016: A Zombie Love Story (Kurzfilm)
- 2017: Covers (Kurzfilm)
- 2017: The Host (Kurzfilm)
- 2018: The Tenet (Kurzfilm)
- 2018: Triassic World (Fernsehfilm)
- 2019: Back to the 80's (Kurzfilm)
- 2019: Same Day Marriage (Kurzfilm)
- 2019: Cut-Purse (Kurzfilm)
- 2019–2020: Solve (Fernsehserie, 3 Episoden, verschiedene Rollen)
- 2020: Work Bitchez (Kurzfilm)
- 2020: Trust (Kurzfilm)
- 2020: Vac Attack

### Drehbuchautor
- 2014: Never Ever Land (Mini-Serie, Pilotfolge)
- 2017: Covers (Kurzfilm)
- 2019: Cut-Purse (Kurzfilm)
- seit 2019: Solve (Fernsehserie)
- 2020: Trust (Kurzfilm)

### Produzent
- 2014: Never Ever Land (Mini-Serie, Pilotfolge)
- 2015: Fucking Shut Up Sometimes, Stupid (Kurzfilm)
- 2017: Covers (Kurzfilm)
- 2019: Cut-Purse (Kurzfilm)
- 2020: Trust (Kurzfilm)
- 2020: Vac Attack (Kurzfilm)

## Theater
- Dreams Of the Washer King (Theatre 40)
- For the Love of Music (Howard Fine Acting Studio)
- The Belle of Amherst (Ahmanson Foundation Black Box)
- Spoon River Anthology (Ahmanson Foundation Black Box)
- Metamorphoses (Ahmanson Foundation Black Box)
- Little Women (Avery Schreiber Theatre)
- Cinderella (Civic Arts Plaza Theatres)
- Core: Broadway Cares Equity Fights Aids (Carlson Family Theatre)
- Alice in Wonderland (Carlson Family Theatre)